# ヌンク・ディミティス

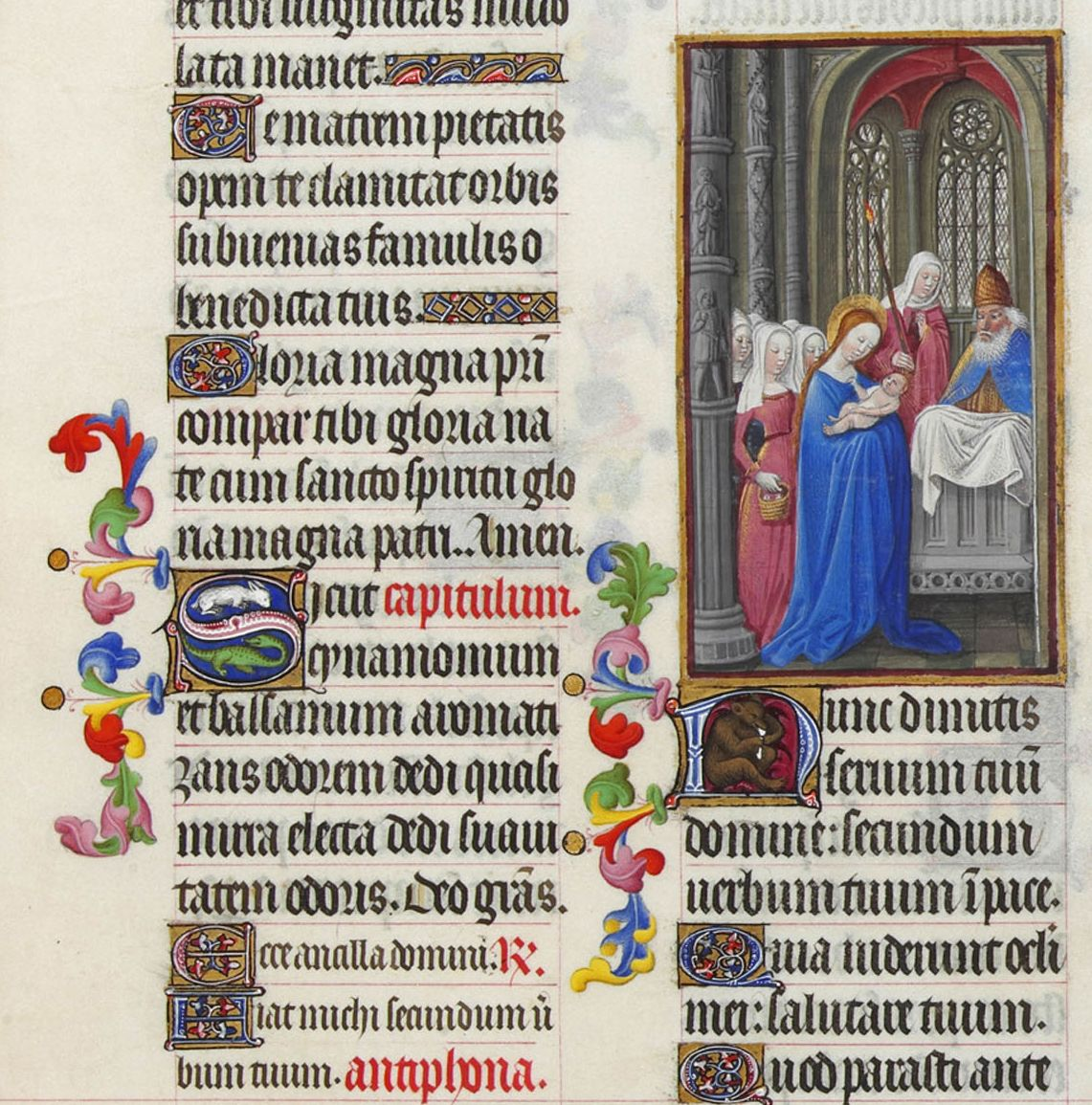
ヌンク・ディミティス ベリー公のいとも豪華なる時祷書

ヌンク・ディミティス（ラテン語: Nunc dimittis、「今こそ主よ、僕を去らせたまわん」)、またはシメオンの賛歌、シメオンのカンティクム（ラテン語: Canticum Simeonis）は、キリスト教聖歌のカンティクムの一つ。

## 概要
カトリック教会、聖公会をはじめとする西方教会において、聖務日課の「終課」や「夕の祈り」などの中で歌われる。正教会においては聖抱神者シメオンの祝文と呼ばれ、晩課において必ず詠まれるか歌われる。
歌詞は、ルカによる福音書のシメオンの言葉（ルカ2:29-32）から採られている。ルカによる福音書2章22節 - 40節の記述によると、マリアとヨセフは律法の定め（レビ記12章）に従い、イエスを生後40日後にエルサレム神殿に連れて来て、産後の汚れの潔めの式を受けるとともに、イエスを神前に捧げた（主の奉献）。この時神殿の近くに住んでいたシメオンという人物はイエスを抱き、救世主が到来したことを神に感謝した。この時にシメオンが歌ったという詞である。

## テキスト
ラテン語（ヴルガータ）
Nunc dimittis servum tuum, Domine, secundum verbum tuum in pace:

Quia viderunt oculi mei salutare tuum

Quod parasti ante faciem omnium populorum:

Lumen ad revelationem gentium, et gloriam plebis tuae Israel.
英語（1662年版英国聖公会祈祷書）
Lord, now lettest thou thy servant depart in peace : according to thy word.

For mine eyes have seen : thy salvation,

Which thou hast prepared : before the face of all people;

To be a light to lighten the Gentiles : and to be the glory of thy people Israel.
新共同訳聖書
主よ、今こそあなたは、お言葉どおり／この僕を安らかに去らせてくださいます。

わたしはこの目であなたの救いを見たからです。

これは万民のために整えてくださった救いで、

異邦人を照らす啓示の光、／あなたの民イスラエルの誉れです。
日本聖公会口語訳
主よ、今こそ、あなたはみ言葉のとおり　僕を安らかに去らせてくださる

わたしはこの目で　主の救いを見た

これは主が　万民のために備えられた救い

すべての人を照らす光　み民イスラエルの栄光
これらのあとに、小栄唱（Gloria Patri）を続けて歌いまたは唱える。

## テキストに基づいた音楽
- トマス・ウィールクス:Nunc Dimittis(作曲年不詳)

セルゲイ・ラフマニノフ:Nunc Dimittis (徹夜祷より)作品37　ウラディーミル・アシュケナージによるピアノ編曲版も存在する(1915年)。
- グスターヴ・ホルスト:Nunc Dimittis (1915年)
- アルヴォ・ペルト:Nunc Dimittis (2001年 エディンバラのセント・メアリー大聖堂聖歌隊委嘱作品)
- 松下耕:Nunc Dimittis (2012年　KCクローバー委嘱作品)